# Моховое (Костанайская область)
Моховое (каз. Моховый) — село в Узункольском районе Костанайской области Казахстана. Входит в состав Кировского сельского округа. Код КАТО — 396641400.
На юге села находится озеро Моховое.

## Население
В 1999 году население села составляло 174 человека (84 мужчины и 90 женщин). По данным переписи 2009 года, в селе проживало 98 человек (41 мужчина и 57 женщин).